# Жан Антуан Танкред Огюст
Жан Антуан Танкред Огюст (фр. Jean Antoine Tancréde Auguste; 16 березня 1854 — 3 травня 1913) — генерал, президент Гаїті з 8 серпня 1912 до 3 травня 1913 року.

## Політична кар'єра
Обіймав посаду міністра внутрішніх справ і поліції за часів президентства Луї Іполита, Огюста Симон-Сана та П'єра Нор Алексіса. 8 серпня 1912 року був обраний на посаду президента Гаїті. На посту глави держави продовжив провадити політику свого попередника, Мішеля Леконта, у спадщину від якого йому залишилась гарно організована президентська адміністрація. Він залишив на власних посадах усіх значущих міністрів попереднього уряду, включаючи міністра освіти Тертюльєна Гільбо, який за допомогою Римо-католицької церкви відкрив мережу церковно-парафіяльних шкіл.
Проте всі зусилля президента та його кабінету щодо підтримання стабільності в країні виявились марними, оскільки у Північному департаменті відновились масові заворушення. З метою мирного розв'язання конфлікту Танкред Огюст вирушив у поїздку повсталим департаментом, де раптово захворів і помер (за чутками, його отруїли).